# A Quiet Place in the Universe
A Quiet Place in the Universe ist ein Jazzalbum von Sun Ra & His Arkestra. Die 1976 oder Anfang 1977 entstandenen Aufnahmen erschienen 1994 auf Leo Records.

## Hintergrund
A Quiet Place in the Universe gehört zu den ersten posthumen Veröffentlichungen, die – beginnend mit Soundtrack for the Film Space is the Place – nach Sun Ras Tod im Mai 1993 erschienen. Der 1976/77 entstandene Mitschnitt fängt das Sun Ra Arkestra live in z. T. großer Besetzung ein; Mitwirkende sind Ahmed Abdullah, Akh Tal Ebah, Craig Harris, Vincent Chancey, Pat Patrick, Marshall Allen, John Gilmore, Eloe Omoe, James Jacson, Danny Ray Thompson, Sun Ra (Orgel, Synthesizer und Gesang) und ein nicht identifizierbarer Bassist, Luqman Ali, möglicherweise Atakatune (Congas) und Eddie Thomas (Perkussion) sowie June Tyson (Gesang) und eine weitere Sängerin.
Die Titel 3 bis 6 wurden zuvor angeblich auf Leo 149 als A Night in East Berlin veröffentlicht. Der Mitschnitt fällt in die Zeit der Aufnahme von Sun-Ra-Alben wie The Soul Vibrations of Man, Taking a Chance on Chances, Omniverse bzw. der aus dem Nachlass erschienenen Live-Alben Live at the Horseshoe Tavern, Toronto 1978 und The Spirit of Jazz Cosmos Arkestra (WUHY Radio, 1978).

## Titelliste
- Sun Ra & His Arkestra: A Quiet Place in the Universe (Leo LR-149, CDLR198)[1]

1. A Quiet Place tn the Universe 6:40
2. I Pharaoh 18:52
3. Images 6:12
4. Love in Outer Space 11:46
5. I'll Never Be the Same (Frank Signorelli, Gus Kahn, Matty Malneck) 3:46
6. Space Is the Place 3:15

Wenn nicht anders vermerkt, stammen die Kompositionen von Sun Ra.

## Rezeption
Scott Yanow verlieh dem Album in Allmusic lediglich anderthalb Sterne und kritisierte, dass dieser lockere Konzertauftritt [als Album] größtenteils Verschwendung sei. Das fast 19-minütige „I Pharaoh“ würde größtenteils aus Gesang und Rezitation seitens Sun Ra bestehen, was schnell langweilig werde. Pat Patricks Stimme auf dem Altsaxophon bei einem viel kürzeren „I’ll Never Be the Same“ sei hingegen in Ordnung, ebenso wie das abschließende „Space Is the Place“, aber „Images“ sei wiederum ein eher langweiliges Duett des Waldhornisten Vincent Chancey mit Ra an der Orgel. während „Love in Outer Space“ größtenteils ein Drum-Showcase sei. Es gebe viele bessere Sun-Ra-Alben, so der Autor.